# كاو فانغ (مغنية)
كاو فانغ (بالصينية: 曹方) هي مغنية مؤلفة ومغنية صينية، ولدت في 6 مايو 1983 في Xishuangbanna Dai Autonomous Prefecture ‏ في الصين.